# Loricaster rotundus
Loricaster rotundus is een keversoort uit de familie oprolkogeltjes (Clambidae). De wetenschappelijke naam van de soort werd in 1961 gepubliceerd door Grigarick & Schuster.